# Christina Pedersen
Christina Westrum Pedersen (Romsdal, 1981. április 9. –) norvég nemzetközi labdarúgó-játékvezető.

## Pályafutása
Labdarúgóként a Ĺndalsnes IF csapatában játszott. Játékvezetésből 1997-ben Romsdalban vizsgázott. A NFF Játékvezető Bizottságának (JB) minősítésével 2005-től a Adeccoligaen, majd a női Premier League játékvezetője. Küldési gyakorlat szerint rendszeres 4. bírói szolgálatot is végez. A nemzeti női labdarúgó bajnokságban kiemelkedően foglalkoztatott bíró. Női Premier League mérkőzéseinek száma: 50 (2010). Vezetett női labdarúgókupa döntők száma: 1.
| Időpont           | Helyszín              | Mérkőzés típusa         | Mérkőzés         | Eredmény | Nézők száma |
| ----------------- | --------------------- | ----------------------- | ---------------- | -------- | ----------- |
| 2007. november 8. | Bislett stadion, Oslo | női labdarúgókupa döntő | Kolbotn–Asker SK | 4 – 2    | 8523        |

A Norvég labdarúgó-szövetség JB terjesztette fel nemzetközi játékvezetőnek, a Nemzetközi Labdarúgó-szövetség (FIFA) 2007-től tartja nyilván női bírói keretében. A FIFA JB központi nyelvei közül az angolt beszéli. Az UEFA JB besorolás szerint a mester kategóriába tevékenykedik. Több nemzetek közötti válogatott (Női labdarúgó-világbajnokság, Női labdarúgó-Európa-bajnokság, Algarve-kupa), valamint klubmérkőzést vezetett, vagy működő társának 4. bíróként segített.
| Időpont           | Helyszín          | Mérkőzés típusa           | Mérkőzés                 |
| ----------------- | ----------------- | ------------------------- | ------------------------ |
| 2009. október 28. | Kijelölt Stadion, | első nemzetközi mérkőzése | Franciaország–Észtország |

A 2010-es U20-as női labdarúgó-világbajnokságon a FIFA JB játékvezetőként foglalkoztatta. A torna legfiatalabb bírója.
| Időpont          | Helyszín                      | Mérkőzés típusa              | Mérkőzés                                          | Eredmény | Nézők száma |
| ---------------- | ----------------------------- | ---------------------------- | ------------------------------------------------- | -------- | ----------- |
| 2010. július 17. | Rudolf-Harbig Stadion, Drezda | csoportmérkőzés (D. csoport) | Ghána–Észak-Korea                                 | 2 – 4    | 17 234      |
| 2010. július 21. | Ruhrstadion, Bochum           | csoportmérkőzés (C. csoport) | Nigéria–Mexikó                                    | 1 – 1    | 2 450       |
| 2010. július 29. | Bielefelder Alm, Bielefeld    | egyik elődöntő               | Kolumbia–Nigériai U20-as női labdarúgó-válogatott | 0 – 1    | 7 040       |

A 2011-es női labdarúgó-világbajnokságon a FIFA JB bíróként alkalmazta. Selejtező mérkőzéseket az UEFA zónában irányított.  
| Időpont         | Helyszín                     | Mérkőzés típusa              | Mérkőzés             | Eredmény | Nézők száma |
| --------------- | ---------------------------- | ---------------------------- | -------------------- | -------- | ----------- |
| 2011. július 1. | BayArena Stadion, Leverkusen | csoportmérkőzés (B. csoport) | Japán–Mexikó         | 4 – 0    | 22 291      |
| 2011. július 6. | Ruhr Stadion, Bochum         | csoportmérkőzés (C. csoport) | Észak-Korea–Kolumbia | 0 – 0    | 7 805       |

A 2013-as labdarúgó-Európa-bajnokságon az UEFA JB bíróként alkalmazta.
| Időpont           | Helyszín                       | Mérkőzés típusa                     | Mérkőzés                | Eredmény | Nézők száma |
| ----------------- | ------------------------------ | ----------------------------------- | ----------------------- | -------- | ----------- |
| 2011. október 26. | Omobono Tenni Stadion, Treviso | (2013 eb) előselejtező (1. csoport) | Olaszország–Oroszország | 2 – 0    | 800         |
| 2012. június 16   | FK Viktoria Stadion, Prága     | (2013 eb) előselejtező (7. csoport) | Csehország–Ausztria     | 2 – 3    | 400         |

A 2012. évi nyári olimpiai játékok női labdarúgó tornáján a FIFA JB bírói szolgálatra alkalmazta.
| Időpont            | Helyszín                 | Mérkőzés típusa              | Mérkőzés                                          | Eredmény | Nézők száma |
| ------------------ | ------------------------ | ---------------------------- | ------------------------------------------------- | -------- | ----------- |
| 2012. július 28.   | Ricoh Arena, Coventry    | csoportmérkőzés (F. csoport) | Dél-afrikai Köztársaság–Kanada                    | 0 – 3    | 14 753      |
| 2012. július 31.   | Ricoh Arena, Coventry    | csoportmérkőzés (E. csoport) | Új-Zéland–Kamerun                                 | 3 – 1    | 11 425      |
| 2012. augusztus 6. | Old Trafford, Manchester | egyik elődöntő               | Kanadai női labdarúgó-válogatott–Egyesült Államok | 0 – 0    | 26 630      |

A 2010-es Algarve-kupa labdarúgó-tornán a FIFA JB hivatalnokként foglalkoztatta.
| Időpont           | Helyszín                               | Mérkőzés típusa              | Mérkőzés               | Eredmény |
| ----------------- | -------------------------------------- | ---------------------------- | ---------------------- | -------- |
| 2010. február 26. | Complexo Desportivo Belavista, Parchal | csoportmérkőzés (A. csoport) | Németország–Finnország | 7 – 0    |
| 2010. március 3.  | Algarve Stadion, Faro                  | 9. helyért                   | Portugália–Izland      | 0 – 3    |